# Regionale Gliederung
Regionale Gliederungen sind geografische Unterteilungen großer Gebiete, z. B. zu organisatorischen oder statistischen Zwecken.
Der Aufbau einer – bei Bedarf auch hierarchischen – geografischen Organisations- oder Verwaltungsgliederung ist der häufigste Zweck regionaler Gliederungen. Innerstaatliche Gliederungen sind meist historisch gewachsen und häufig änderungsresistent. Zum Zweck von Analyse oder Vergleich wird oft auf vorgegebene staatliche Gliederungen zurückgegriffen, manchmal aber in geänderter, dem verfolgten Ziel angepasster Zusammenstellung. Zur Festlegung der Grenzen orientiert man sich gerne an natürlichen Gegebenheiten (Gebirge, Berge, Flüsse, Seen), vom Menschen errichteten Bauwerken (Straßen, Kanäle, Stauseen) und kulturellen Verhältnissen (Bevölkerungsstruktur, Sprachen, Ähnlichkeiten in Kultur und Geschichte), insbesondere aber an bereits bestehenden Staats- und Verwaltungsgrenzen.
Für Stadt- oder Gemeindegebiete wird die für statistische Zwecke vorgenommene Einteilung als Kleinräumige Gliederung bezeichnet.

## Unterteilung eines Staates
Jeder Staat muss sein Gebiet zur Verwaltung unterteilen. In früheren Zeiten mit häufigen Besitzwechsel wurden oft die vorgefundenen Strukturen übernommen, ein Staat baute sich so aus einer Anzahl unterschiedlich großer Provinzen auf. 
In Frankreich wurde 1789 in der Französischen Revolution mit den Traditionen gebrochen und die 39 historisch gewachsenen und unterschiedlich großen Provinzen wurden durch annähernd gleich große Départements ersetzt. Dies entsprach dem Willen nach Vereinheitlichung und Gleichbehandlung. Die heute 101 Départements sind zu 27 Regionen zusammengefasst.
In der Schweiz werden parallel unterschiedliche Gliederungen verwendet (vgl. Regionen in der Schweiz):
- 7 Grossregionen nach dem Bundesamt für Statistik
- 11 Regionen, geografisch oder geologisch geprägt
- 4 Sprachräume

## Unterteilung großer Gebiete durch Zusammenfassung
Aufbauend auf bestehenden Klassenelementen (Staaten, Bezirke, Distrikte) können geografische Klassen definiert werden. Randbedingungen hierzu sind:
- Ähnlichkeit der Klassenelemente gemäß definierter Merkmale – oft die geografische Lage
- Nachbarschaft der Klassenelemente
- Ähnlich große Anzahl von Klassenelementen in jeder Klasse
- Akzeptanz der Klasseneinteilung hinsichtlich der Anwendung

Die gefundenen Klassen sind oft nach Himmelsrichtungen benannt.
Neben solchen geografischen Klassen können auch inhaltliche Klassen gebildet werden (Beispiel: Industriestaaten). Diese definieren aber keine regionale Gliederung.

### Beispiel Unterteilung der Kontinente durch die UNSD
Die UN-Statistikabteilung (United Nations Statistic Division, UNSD) fasst Länder und Gebiete zu Regionen zusammen. Diese Zusammenfassungen dienen statistische Zwecken, werden aber auch in anderen Zusammenhängen verwendet.
Die in der Wikipedia dargestellten Gliederungen der Kontinente Asien und Afrika folgen der UNSD-Unterteilung; für die Kontinente Europa und Ozeanien werden die UNSD-Unterteilungen erwähnt.

### Einteilung nach kulturellen Aspekten
Auch von geisteswissenschaftlicher Seite, besonders der Ethnologie (früher Völkerkunde), gab und gibt es Ansätze, die Kontinente zu unterteilen. Der Begriff des Kulturkreises – ein großflächiges Siedlungsgebiet, dessen Bewohner einer ähnlichen Kultur zugeordnet werden können – wird heute weniger verwendet. Ein ähnlicher, heute eher verwendeter Begriff ist der Kulturraum.

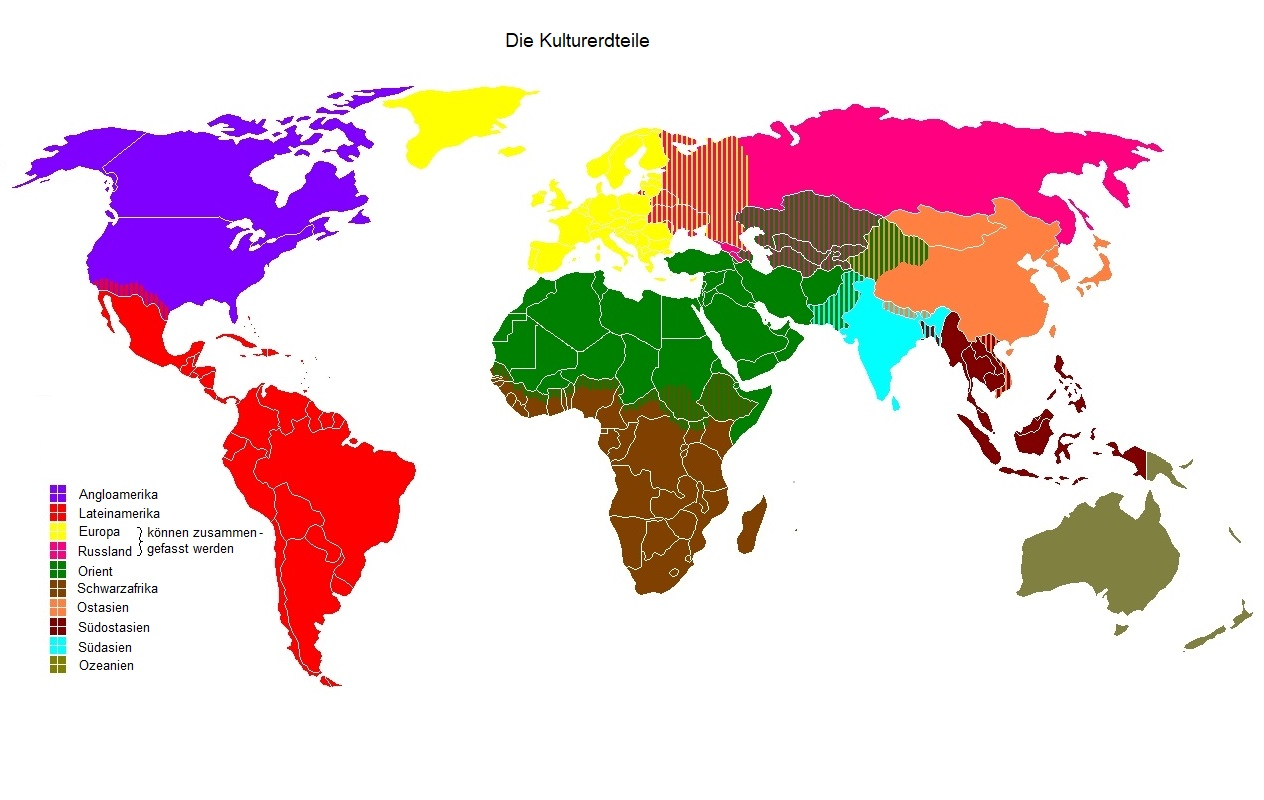
Karte mit 9 bzw. 10 Kulturerdteilen

Als Kombination geisteswissenschaftlicher und geografischer Aspekte kann der Kulturerdteil betrachtet werden, der neben kulturellen Merkmalen auch die Naturräume berücksichtigt.
Meist werden 10 Kulturerdteile unterschieden: 
1. Angloamerika: Kanada und Vereinigte Staaten
2. Lateinamerika: alle Länder von Mexiko im Norden bis Chile im Süden
3. (West-)Europa
4. Osteuropa/Russland
5. Orient: Nordafrika, Arabische Halbinsel, einige Golfstaaten, deren Anrainer, sowie der islamisch geprägte Teil Zentralasiens
6. Afrika südlich der Sahara
7. Südasien: Indien, Nepal, Teile Pakistans und Anrainer
8. Südostasien: Hinterindien, Malaysia und Indonesien
9. Ostasien: China, Mongolei, Japan und Korea
10. Ozeanien einschließlich Australien

### Verschiedene Unterteilungen Europas

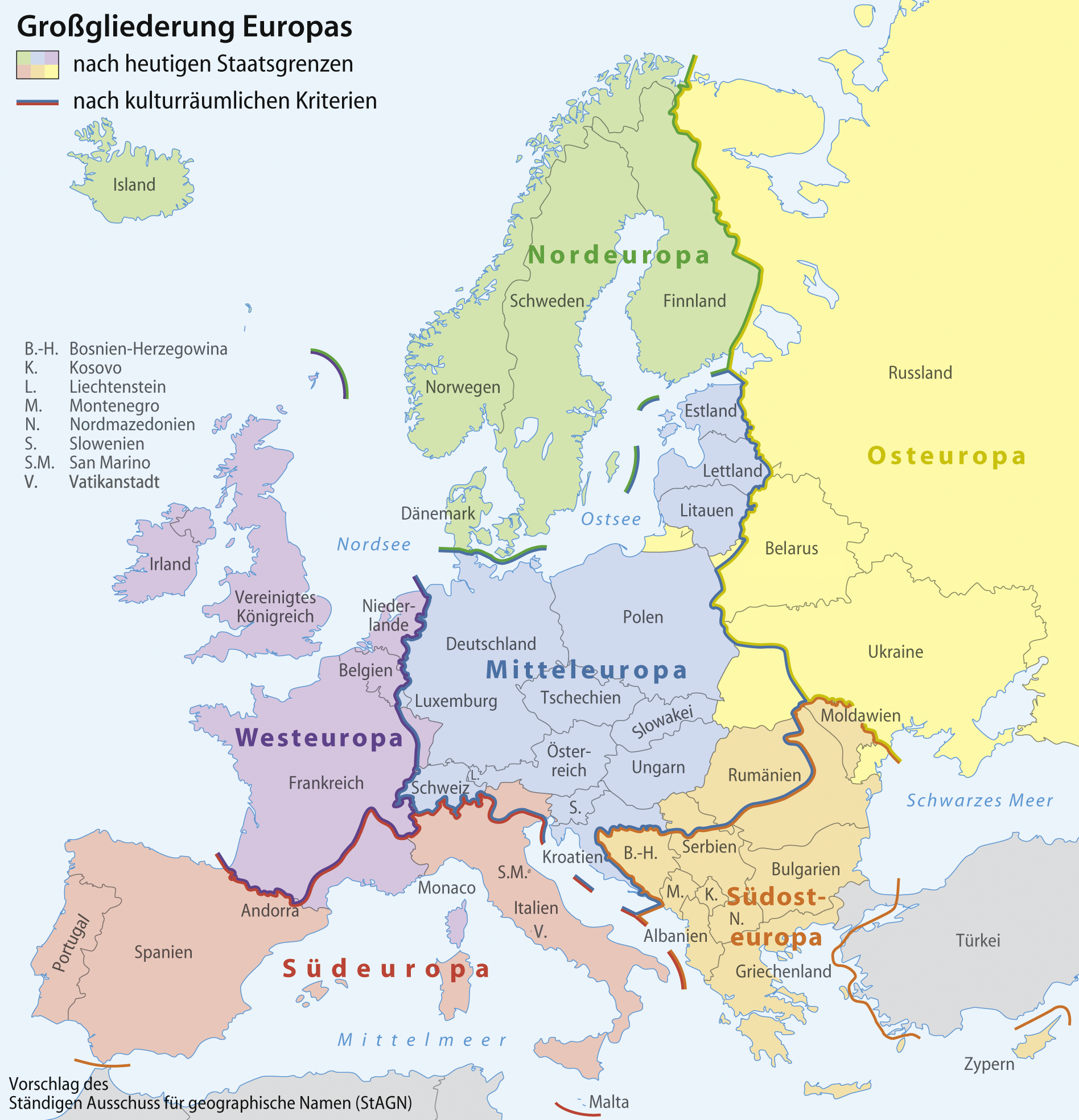
Regionale Gliederung nach dem Ständigen Ausschuss für geographische Namen.

Regionale Gliederung nach UNSD.

Regionale Gliederung nach The World Factbook.

Bei einer Aufgliederung eines Kontinents durch Zusammenfassung seiner Staaten kann es zu unterschiedlichen Ergebnissen kommen. Zur Veranschaulichung sind hier drei verschiedene Vorschläge für eine regionale Gliederung Europas nebeneinander gestellt.
Die topographische Gliederung Europas (links) entsprechend einem Vorschlag des Ständigen Ausschusses für geographische Namen, die Europa in sechs Regionen unterteilt: Nordeuropa, Westeuropa, Mitteleuropa, Osteuropa, Südosteuropa und Südeuropa. Dabei gibt es zwei Varianten: eine orientiert sich an den Staatsgrenzen und die andere an „kulturräumlichen Kriterien“.
Die Gliederung der UNSD (rechts oben), die Europa in vier Regionen aufteilt: Nordeuropa, Westeuropa, Osteuropa und Südeuropa.
Die Gliederung im US-amerikanischen, von der CIA herausgegebenen The World Factbook (rechts unten), die Europa in sieben Regionen unterteilt: Nordeuropa, Westeuropa, Mitteleuropa, Osteuropa, Südosteuropa, Südeuropa und Südwesteuropa.

## Einheitliche hierarchische Gliederung
Zu Vergleichszwecken benötigt man für die Berechnung von Sozialindikatoren Bezugsflächen, die einheitlich definiert sind. Deshalb werden statistische Daten eines Staates oft bezüglich der in diesem Staat gültigen Verwaltungsgrenzen erhoben. Wenn eine überstaatliche Organisation wie die EU staatsübergreifend Statistiken benötigt, die Zahlen nicht nur auf der Ebene der Mitgliedsstaaten, sondern auch in kleinerer Auflösung bereitstellt, müssen die Bezugsflächen einheitlich systematisiert werden.

### Beispiel EU-Gebiet und NUTS
Die EU-Statisitkbehörde Eurostat hat mit der „Systematik der Gebietseinheiten für die Statistik“ (NUTS) die unterschiedlichen hierarchischen Verwaltungsgliederungen der Mitgliedsstaaten zusammengeführt. Auf oberster Ebene stehen die Staaten, in weiteren Stufen werden zumeist die in den einzelnen Staaten schon vorhandenen Verwaltungsunterteilungen verwendet, um europaweit einheitliche Unterteilungen zu erhalten. Berücksichtigt werden vier regionale Hierarchieebenen und zwei lokale/kommunale.

### Gliederung mit geografischem Raster
Insbesondere zur Kartendarstellung verbreitet sich in den letzten Jahren die Verwendung von Rasterzellen. Dabei wird über das betrachtete Gebiet ein Gitternetz oder Messraster mit einer definierten Maschenweite gelegt. Die Maschenweite ist beliebig, oft werden 10 m, 100 m, 125 m, 1 km oder 10 km gewählt. Die damit festgelegte Zellengröße muss zur vorliegenden Fragestellung und Datenlage passen. Zellen der Größe 100 m × 100 m werden Hektarzelle genannt. Ein Beispiel einer Karte mit Rasterzellen sind die von Eurostat erzeugten Bevölkerungs-Rasterkarten (Population Grids). Das österreichische Statistikamt Statistik Austria bietet Karten mit Rastergrößen von 125 m bis 10 km an.